# Jeder träumt von einem Pferd
Jeder träumt von einem Pferd ist ein 1988 geschaffener Kinderfilm des Fernsehens der DDR von Karola Hattop.

## Handlung
In einem kleinen havelländischen Dorf spielen die Kinder in den Schulferien Indianer. Hauptleidtragender ist immer wieder der etwa 12-jährige Gerd Kuhlmann, der als Bleichgesicht ständig gefesselt wird und sich nur durch eine Lage Eis für die Indianertruppe freikaufen kann. Wenn er aber den alten Gaul Maxe zum Spielen organisieren könnte, bekäme er die Möglichkeit, sogar deren Häuptling zu werden. Da seine Schwester Gabi den Wunsch hat, Kunstreiterin zu werden, hat er sie sofort auf seiner Seite. Gemeinsam mit den anderen beiden Geschwistern legen sie ihr Erspartes zusammen, wobei der große Bruder Klaus mit seinem, eigentlich für einen Rekorder gedachtes Jugendweihegeld den größten Anteil beisteuert, retten sie das Pferd vor dem Rossschlächter, an den der bisherige Besitzer Opa Krüger den Maxe verkauft, da er selbst in ein Altersheim soll. Doch jetzt beginnen erst die Probleme, denn die Eltern der Kinder haben von dem Pferdekauf keine Ahnung. Bis sie davon erfahren, wird Maxe erst einmal im Gebäude eines alten Schöpfwerks untergebracht. Hier findet der Hausmeister der Schule das Pferd und so erfahren auch Mutter und Vater Kuhlmann davon und bringen es erst einmal im Schuppen auf dem eigenen Grundstück unter. Das nutzt Maxe, während der Abwesenheit der Eltern, bei der Futtersuche im Wohnzimmer alles durcheinander zu bringen. Die Kinder versprechen, in Zukunft die Verantwortung zu tragen, weshalb  sich die Eltern überreden lassen, das Pferd zu behalten.
Da Gerd Kuhlmann jetzt ein Pferd besitzt, wählen ihn die Indianer zu ihrem Häuptling, machen ihm aber klar, dass er nichts zu sagen hat, sondern der Stamm die Pläne bestimmt. Dazu gehört auch, dass Maxe der gesamten Gruppe zur Verfügung stehen soll. Diese Forderungen kann Gerd nicht erfüllen, da das Pferd auch seinen Geschwistern gehört und für andere Aufgaben eingesetzt wird. Jetzt erhält Gerd Unterstützung von dem an der Schule neu eingesetzten Lehrer, der sich dadurch leichter an dörfliche Umgebung gewöhnt, was wiederum dessen Freundin nicht gefällt, wenn sie ihn besuchen kommt. Nach einer gemeinsamen Kutschfahrt mit den Kindern, die abgebrochen werden muss, da Maxe keine Kraft mehr hat, lässt Simons Freundin auf dem Bahnhof durchblicken, dass sie sich nicht mit dem Landleben anfreunden will. Inzwischen ist ein Tierarzt auf dem Grundstück der Kuhlmanns eingetroffen und untersucht den kranken Maxe. Dabei stellt er fest, dass das Pferd falsch ernährt wurde, weshalb der Vater nun fordert, das Pferd wegzubringen. Gabi und Klaus sind inzwischen auch dafür, nur Gerd befürchtet, nun kein Häuptling mehr zu sein. Doch auch Bastian will sich nicht von Maxe trennen und entführt ihn in eine entlegen stehende Scheune. Als das herauskommt, suchen alle Dorfbewohner die beiden und finden sie auch. Erst als der Vater verspricht, dass das Pferd nicht zum Rossschlächter muss, gibt Bastian nach. Der Lehrer Simon überzeugt erst den Hausmeister Arnaldo, Maxe auf seinem Hof unterzubringen und dann seine Schüler, sich um die Versorgung des Pferdes zu kümmern. Doch die Indianer setzen Gerd als Häuptling ab, nachdem er nicht mehr über das Tier verfügt. Um aber in deren Gruppe weiter mitspielen zu dürfen, beschließt er, Maxe erneut zu entführen und die Indianer wollen ihm dabei behilflich sein. Der Hund des Hausmeisters, der bei der Entführung durch sein Bellen stört, bekommt ein Schlafmittel, was der nicht überlebt. Voller Trauer und Ärger will Arnaldo nun den Maxe zum Rossschlächter bringen, überlegt es sich aber vor dessen Tor doch noch anders. Nach einem Gespräch mit dem Lehrer sieht Gerd ein, dass man sich Freundschaft und Anerkennung nicht erkaufen kann.

## Produktion
Die Autorin der Geschichte war Karola Hattop und für die Dramaturgie war Karin Sedler verantwortlich.
Die Uraufführung erfolgte am 17. August 1988 auf dem VIII. Pioniertreffen in Karl-Marx-Stadt. Die Erstausstrahlung, des auf ORWO-Color geschaffenen Films, erfolgte am 11. Dezember 1988 im 1. Programm des Fernsehens der DDR. Am 5. November 1993 wurde der Film in der ARD ausgestrahlt.

## Kritik
Ehrentraud Novotny fand in der Berliner Zeitung, dass der besondere Reiz des Films im Wechselspiel Familie-Schule-Dorf liege. Beim Versuch, das Verhältnis Lehrer-Schule-Dorf ein wenig ironisch-distanziert zu betrachten, sei es nicht immer gelungen zu differenzieren, was aus dem Blickwinkel der Kinder oder der Erwachsenen gesehen werden soll.